# Xynobius bulbutus
Xynobius bulbutus är en stekelart som först beskrevs av Papp 1985.  Xynobius bulbutus ingår i släktet Xynobius och familjen bracksteklar. Inga underarter finns listade i Catalogue of Life.